# Simois Colles
I Simois Colles sono una struttura geologica della superficie di Marte.